# Werner Gößling (Journalist)
Werner Gößling (* 26. Dezember 1946 in Bielefeld) ist ein deutscher Wirtschaftsjournalist.

## Leben und Ausbildung
Seine Eltern sind Karlheinz Gößling und dessen Frau Erna, geb. Schäfer. Nach dem Abitur studierte Gößling an der Westfälischen Wilhelms-Universität Münster unter anderem Publizistik bei dem Medienwissenschaftler Winfried B. Lerg (1932–1995). Dieses Studium setzte er während eines mehrjährigen USA-Aufenthalts fort, wo er an der Ohio State University in Columbus 1973 den Grad eines Master of Arts erwarb.

## Berufliche Tätigkeit
Nach seiner Rückkehr nach Deutschland arbeitete er von 1973 bis 1976 als Wirtschaftsredakteur bei der Neuen Rhein- bzw. Neuen Ruhrzeitung (NRZ) in Essen. Von 1977 bis 1980 war Gößling bei der Associated Press (AP) in Bonn als Wirtschaftskorrespondent tätig. Von 1981 bis 1985 arbeitete er erneut als Wirtschaftskorrespondent, nunmehr bei der Stuttgarter Zeitung. Ab 1985 war er Wirtschaftskorrespondent beim Zweiten Deutschen Fernsehen (ZDF).
Von 1998 an gehörte er dem Vorstand der Bundespressekonferenz an und wurde am 10. März 2003 zu deren Vorsitzenden gewählt. Im März 2011 schied er aus dem Amt aus.

## Privates
Werner Gößling ist seit dem 21. Dezember 1972 verheiratet mit Ursula Schüschke. Dieser Ehe entsprangen drei Töchter: Anne Katharina, Jenny Tabea und Dorothee Juliane.
Ende der 60er bis Anfang der 70er Jahre war Gößling ehrenamtlich engagiert beim Deutschen Roten Kreuz Landesverband Westfalen-Lippe, dessen Vorstand er auch zeitweilig angehörte.

## Ehrungen
- 2011: Verdienstkreuz am Bande der Bundesrepublik Deutschland[2]